# Bruce Allen
Bruce Allen  (Estados Unidos, 11 de maio de 1959) é um físico estadunidense, diretor do Instituto Max Planck de Física Gravitacional em Hannover, Alemanha e líder do projeto Einstein@home para a LIGO Scientific Collaboration. É também professor de física da Universidade do Wisconsin–Milwaukee.
Obteve um B.S. em física em 1980 no Instituto de Tecnologia de Massachusetts, orientado por Rainer Weiss. Obteve um PhD em gravitação e cosmologia em 1984 na Universidade de Cambridge, orientado por Stephen Hawking.